# Каунасский блюз
«Каунасский блюз» (лит. Kauno bliuzas) — литовский фильм 2004 года российского режиссёра Павла Санаева.
Фильм стал режиссёрским дебютом Павла Санаева. Снимался по заказу Литовского телевидения. 
Участвовал в конкурсной программе фестиваля «Киношок».

## Сюжет
Альгис, 78-летний житель Каунаса, не видит смысла в дальнейшем своём существовании. «Я хочу закончить свою жизнь, потому что она уже кончена». Зачем ему жить? Стать со временем такой же развалиной, как сосед Ионас, который передвигается только в инвалидном кресле и сам не может слить мочу из бутылочки, в которую она стекает? Нет, это бессмысленно. И он решает уйти из жизни в тот день, когда его внучка Лита выйдет замуж. И вот этот день наступил.
Споры с другом-священником Вильгельмом о том, правильно ли он поступает, собираясь совершить самоубийство, ни к чему не приводят. И довод, что жизнь Альгиса ещё может закончиться восклицательным знаком, тоже не убеждает старика. Альгис покупает в аптеке снотворное и принимает его на ночь.
А потом к нему приходит смерть и заявляет, что Альгиса ждёт небытие, поскольку, умерев, он обрёк на смерть ещё трёх человек. Как? Откуда? Он же ушёл из жизни тихо, никому не помешав и не навредив! И тогда смерть показывает ему то, что должно было случиться, останься Альгис жив:
В маршрутном автобусе едут несколько пассажиров, в том числе Альгис. В какой-то момент автобус захватывает грабитель-наркоман, который под дулом пистолета заставляет людей отдавать ему свои деньги и часы. В это время на заднем сиденье начинает хныкать мальчик 8 лет, сидящий рядом со своей беременной мамой. Грабитель требует от матери, чтобы её сын прекратил реветь. Он начинает считать до трёх, после чего собирается стрелять. Но мальчику страшно, и он не унимается. И в самый напряжённый момент между грабителем и испуганным мальчиком встаёт Альгис. Грабитель стреляет в него, и это даёт возможность пассажирам-мужчинам обезвредить преступника.
Слава богу, снотворное не убило Альгиса. Оказывается, он проспал под его действием два дня. Значит, можно продолжать жить? Тем более, что он познакомился с музыкантом, которому обещает посещать его выступления по средам. Он выходит на улицу и садится в автобус, а на заднем сиденье автобуса уже едут мальчик 8 лет и его беременная мама…

## В ролях
- Донатас Банионис — Альгис
- Альгимантас Масюлис — Вильгельм
- Любомирас Лауцявичюс — Адомас
- Екатерина Редникова — женщина с ребёнком
- Ритис Скрипка — наркоман
- Иоланта Дапкунайте — Лита, внучка Альгиса

## Создатели фильма
Павел Санаев и киностудия «Глобус».
- Автор сценария и режиссёр — Павел Санаев.
- Композитор — Александр Дронов.
- Соло на гитаре — Александр Бочагов.
- Оператор — Миндаугас Путелис.

## Отзывы критики
По словам рецензента журнала «Искусство кино», дебютный фильм Павла Санаева — «традиционное крепкое вино с хорошими артистами». Высокую оценку дали фильму и авторы книги «Российское кино: Вступление в новый век».